# Thalictrum lankesteri
Thalictrum lankesteri är en ranunkelväxtart som beskrevs av Paul Carpenter Standley. Thalictrum lankesteri ingår i släktet rutor, och familjen ranunkelväxter. Inga underarter finns listade i Catalogue of Life.